# Aberdeen
Aberdeen, officieel Aberdeen City (Schots-Gaelisch: Obar Dheathain), (Nederlands, verouderd: Abberdaan) is een raadsgebied (ONS-code S12000033) met de officiële titel van city, met 228.000 inwoners in het noordoosten van Schotland. Het ligt in de graafschap Aberdeenshire en vormt een zelfstandig raadsgebied. Aberdeen ligt bij de monding van de rivieren Dee en Don aan de Noordzee en is na Glasgow en Edinburgh de derde stad van Schotland.
De twee universiteiten, de University of Aberdeen en de Robert Gordon University (RGU) maken van Aberdeen de studentenstad van het noorden.

## Bezienswaardigheden
- St Machar's Cathedral
- King's College
- Aberdeen Art Gallery
- Maritiem Museum
- Provost Skene's House
- Brig o’ Balgownie (1320), middeleeuwse brug over de Don
- Old Bridge of Dee (1527), brug over de Dee

### Parken
Aberdeen heeft 45 parken waaronder Seaton Park, Union Terrace Gardens, Westburn Park, Duthie Park, Hazlehead Park, Johnston Gardens en Victoria Park. Aberdeen heeft tienmaal de 'Britain in Bloom'-competitie gewonnen.

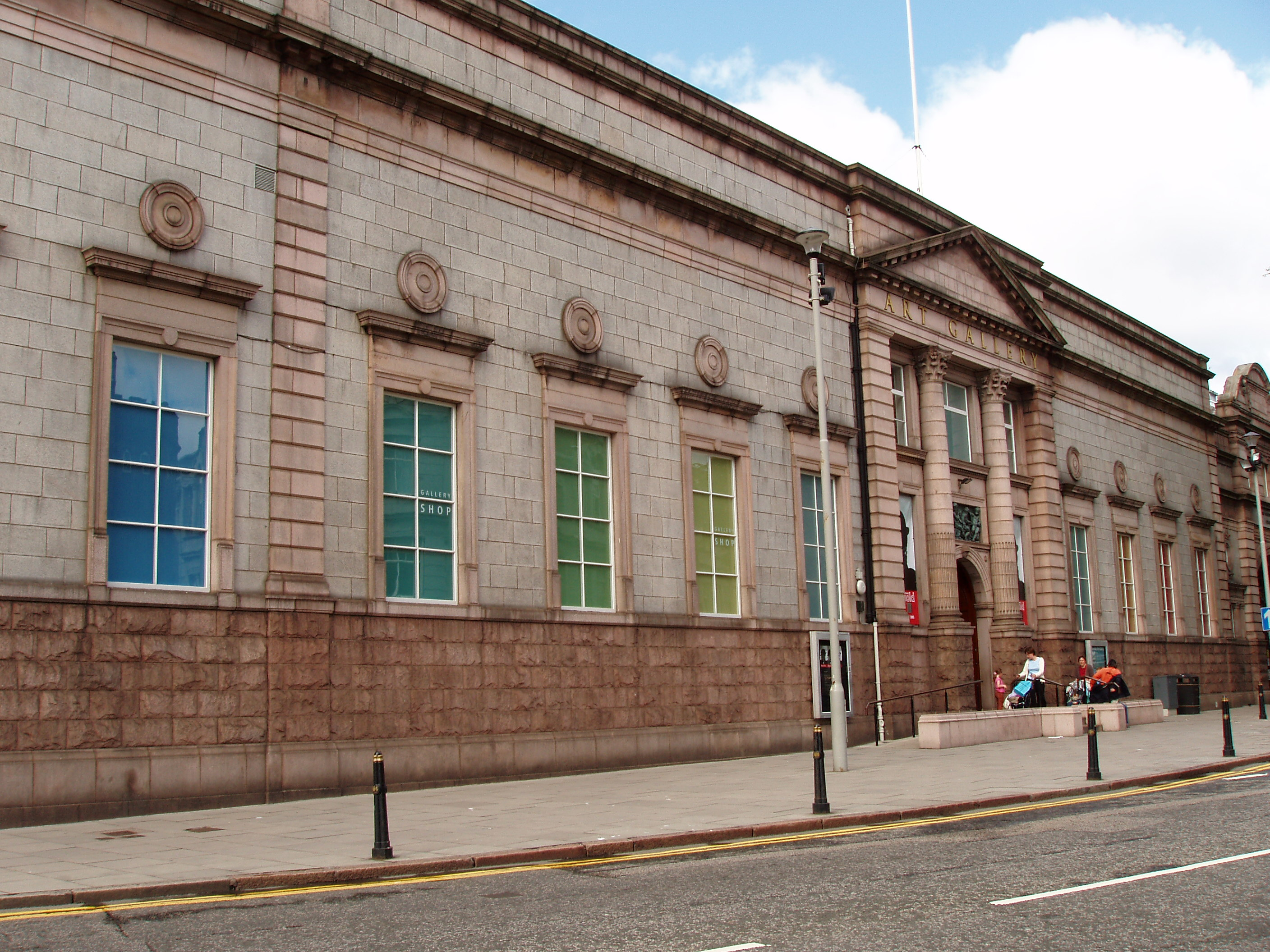
Aberdeen Art Gallery
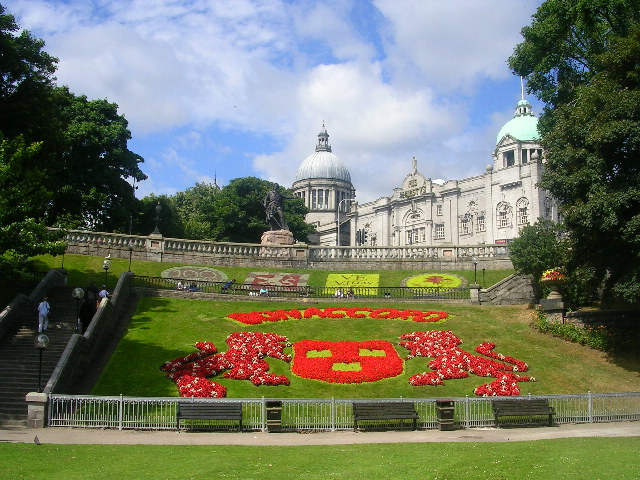
Union Terrace Gardens

## Economie
De traditionele vis-, papier-, schip- en textielindustrie zijn de laatste jaren ingehaald door de olie-industrie en de zeehaven.

### Onderwijs en onderzoek
De stad telt twee universiteiten, de University of Aberdeen, ontstaan in 1860 door het samenvoegen van King’s College (1495) en Marischal College (1593), en de Robert Gordon University (RGU), gesticht in 1750 als Robert Gordon Hospital en die in 1992 universiteitsstatus kreeg. Verder zijn er de hogescholen Aberdeen College en Scottish Agricultural College. Verder zijn er ook onderzoeksinsituten: Marine Laboratory Aberdeen (visserij), Macaulay Land Use Research Institute (grondonderzoek) en Rowett Research Institute (dierenvoeding).

### Winkelen
Winkelstraten zijn onder meer Union Street en George Street. Winkelcentra zijn St Nicholas & Bon Accord en Trinity Shopping Centre. Buiten het centrum is er Berryden Retail Park, Kittybrewster Retail Park en Beach Boulevard Retail Park.

## Geschiedenis
Aberdeen bestond in de middeleeuwen uit twee verschillende burghs: Old Aberdeen, aan de Don met de kathedraal en de universiteit, en New Aberdeen, aan de Dee met de vissershaven en de markt. Old Aberdeen werd volgens de overlevering gesticht in 580 door de heilige Macharius, een leerling van de heilige Columba. In 1131 werd de bisschoppelijke zetel naar Old Aberdeen verplaatst. Met een keure van 1179 kreeg Aberdeen bepaalde handelsprivileges. De plaats werd in 1336 bijna volledig verwoest door de Engelsen. Met de bouw van St Machar's Cathedral werd begonnen in 1424. In 1489 en in 1498 kreeg Aberdeen stadskeuren en in 1495 werd de universiteit van Aberdeen gesticht. Na de Reformatie werd dit King's College. In 1593 werd het protestantse Marischal College gesticht.
In 1891 werd de City of Aberdeen gevormd uit Old en New Aberdeen.

## Cultuur

### Evenementen
Aberdeen International Youth Festival is een belangrijk festival in Schotland.

### Religie
Sinds 1878 is de stad opnieuw de zetel van het rooms-katholieke bisdom Aberdeen. De hoofdkerk is de St. Mary's Cathedral.

### Sport
Er is een aantal voetbalclubs in Aberdeen, waarvan Aberdeen FC de bekendste is. Deze club speelt in de hoogste voetbaldivisie in Schotland, de SPL; deze club won de competitie viermaal.
Sinds 2006 wordt de Grand Prix (Snooker) te Aberdeen gehouden in de AECC. De eerste ronde bestaat voortaan uit een groepsfase, de eerste twee uit elke groep gaan door naar de tweede ronde, vanwaar opnieuw knock-out wedstrijden worden gespeeld.

## Verkeer en vervoer

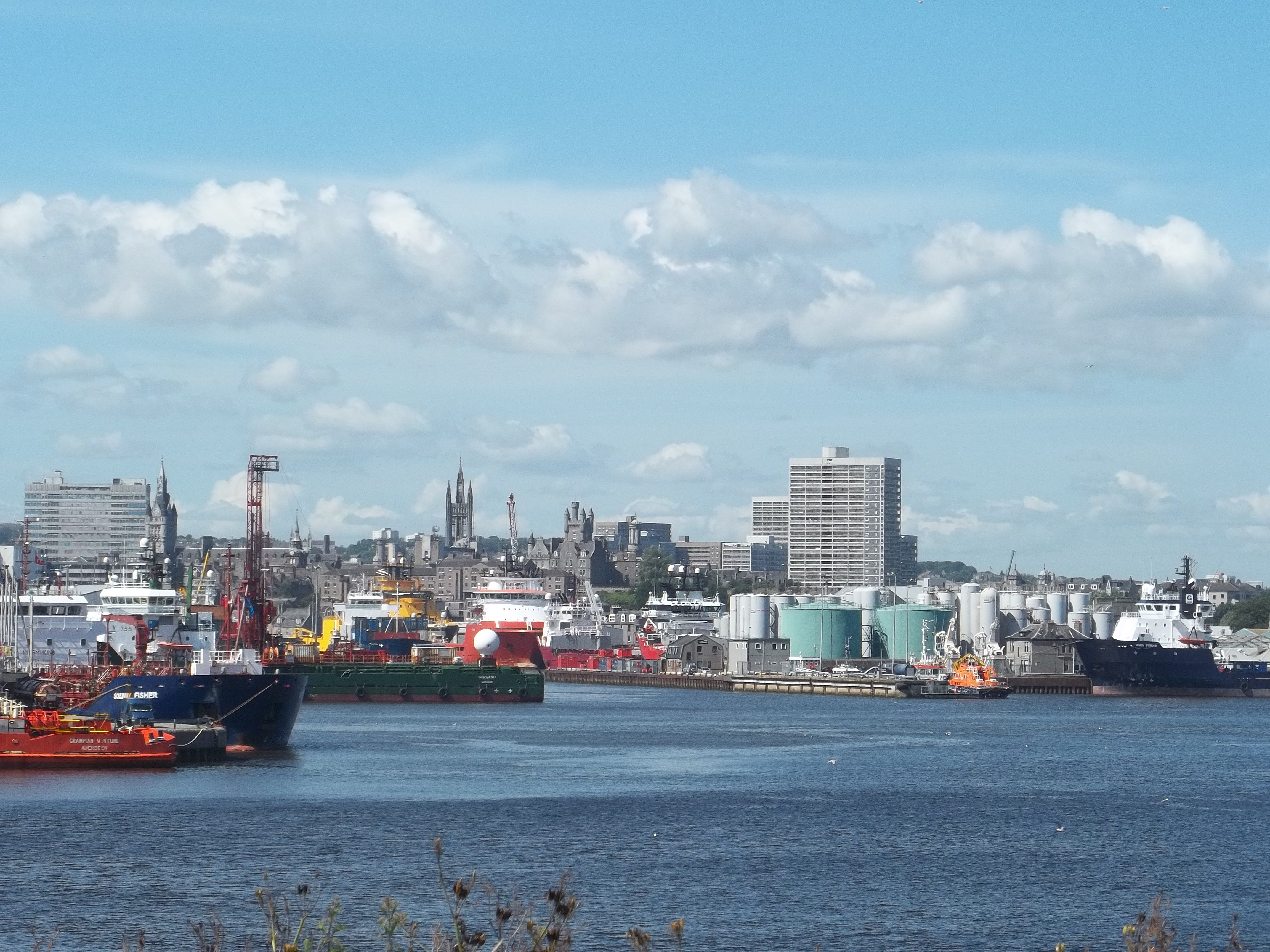
De haven van Aberdeen

Aberdeen is een havenstad met de grootste zeehaven van Noordoost-Schotland. Vanaf deze haven vertrekken veerboten naar de Orkney-eilanden en de Shetlandeilanden.
Zes belangrijke wegen verbinden Aberdeen met de rest van Schotland. De A90 de doorgaande noord-zuidroute die Aberdeen met Edinburgh, Dundee, Brechin en Perth in het zuiden en Ellon, Peterhead en Fraserburgh in het noorden verbindt. De A96 is de weg naar Elgin en Inverness in het noordwesten. De A93 is de belangrijkste weg naar het westen, in de richting van Royal Deeside en de Cairngorms. Na Braemar loopt deze weg zuidwaarts, en vormt zo een alternatieve (toeristische) route naar Perth. Ook de A944 loopt vanuit Aberdeen naar het westen, naar Westhill en Alford. De A92 loopt zuidwaarts naar Montrose en Arbroath. De A947 loopt Aberdeen naar Dyce en verder naar Newmachar, Oldmeldrum, Turriff, Banff en Macduff.
Station Aberdeen is het centraal station van Aberdeen en is bereikbaar vanuit onder meer Edinburgh, Glasgow, Inverness en Londen. Lokaal openbaar vervoer wordt verzorgd door de bussen van First Aberdeen.
Aberdeen Airport in het nabijgelegen Dyce is de internationale luchthaven van de stad. Het vliegveld is tevens een van de drukste commerciële helikopterhavens ter wereld, vooral dankzij de olie-industrie. Vanaf het vliegveld kan men met het openbaar vervoer Aberdeen bereiken door de 80 Dyce Airlink naar station Dyce te nemen en daar over te stappen in de trein naar station Aberdeen.

## Partnersteden
- Clermont-Ferrand (Frankrijk)
- Gabrovo (Bulgarije)
- Georgetown (Guyana)[4]
- Regensburg (Duitsland)
- Stavanger (Noorwegen)

## Geboren
- William Barclay (1546-1608), jurist
- Mary Slessor (1848-1915), zendelinge
- Denis Law (1940-2025), voetballer
- Michael Kosterlitz (1942), natuurkundige en Nobelprijswinnaar (2016)
- Stuart Tosh (1951), muzikant
- Annie Lennox (1954), zangeres
- Ellie Haddington (1955), actrice
- Stephanie Forrester (1969), triatlete
- Scott Booth (1971), voetballer
- Kathleen Stock (1972), schrijfster en filosoof
- Rose Leslie (1987), actrice
- Ryan Jack (1992), voetballer
- Scott Wright (1997), voetballer
- Calvin Ramsay (2003), voetballer

## Divers

### Zeemeeuw Sam
- In juli 2007 verwierf een zeemeeuw in Aberdeen genaamd Sam internationale bekendheid als winkeldief. De vogel stal regelmatig een zak chips bij een plaatselijke krantenkiosk. De meeuw was niet alleen erg sluw, hij had ook een uitgesproken smaak. Sam pakte alleen de zakken van het merk Doritos met de smaak kaas. Hij was erg geliefd bij de klanten van de Schotse winkel, die vaak bereid waren om de gestolen zakken te betalen.[5]